# Potito Randi
Potito Randi (Faenza, 26 luglio 1909 – Faenza, 2 novembre 1989) è stato un imprenditore, chimico e politico italiano.
Attivo principalmente nel settore dell'Industria ceramica, tra gli anni cinquanta e settanta del XX secolo è stato tra gli artefici della industrializzazione della provincia di Teramo. Fondatore della Spica (Società prodotti italiani ceramici e affini) di Castelli, della Spica di Teramo e della Spea (Società porcellane Europa e affini) di Sant'Atto di Teramo, sindaco di Castelli, presidente dell'unione provinciale degli industriali per oltre un decennio, co-fondatore con il giornalista Marcello Martelli dell'Edigrafital (Edizioni grafiche italiane), azienda tipografica e casa editrice, che ha operato per oltre un trentennio. Nel 1974 le aziende di Randi nel loro insieme davano lavoro ad oltre 1500 dipendenti.

## Biografia

### La formazione
All'inizio degli anni trenta si iscrisse alla Scuola d'Arte di Faenza, all'epoca diretta dallo storico dell'arte Gaetano Ballardini. Frequentò la sezione di Chimica e Tecnologia Ceramica i cui laboratori erano diretti dall'ingegnere ungherese Maurizio Korach (o Cora), noto per la sua attività di chimico ma anche di letterato, germanista e redattore del periodico “La Ronda”. Nel 1936 Randi si laureò in Chimica industriale a Marsiglia.
Dopo un periodo di viaggi e di esperienze presso industrie europee e soprattutto tedesche, assunse prima la direzione generale della Barbieri e Burzi di Bologna e poi, sempre a Bologna, dell'azienda Brevetti Baroncini, che fin dal 1920 produceva candele per aerei e autoveicoli. Quando lo stabilimento di quest'ultima ditta fu distrutto dai bombardamenti, si trasferì a Castelli, in provincia di Teramo, cittadina nota per le sue ceramiche la cui produzione risaliva al XV secolo.
Qui nel 1943 fondò la Spica, rilevando la vecchia Simac (Società Industriale Maioliche Abruzzesi Castelli) di proprietà della Brevetti Baroncini.

## Attività a Castelli

### La Spica di Castelli
La nuova azienda, che inizialmente produsse candele per motori, si indirizzò successivamente verso la produzione di stoviglie e di piastrelle per edilizia: pavimenti e rivestimenti, nonché di refrattari per forni di ceramica. La Spica si qualificò anche per l'impianto di laboratori volti alla di ricerca di nuovi smalti, alla innovazione tecnologica in genere e alla sperimentazione di nuove soluzioni artistiche.

### Cariche pubbliche
Il legame con la cittadina di Castelli, dove Randi si trasferisce con la famiglia, fu rinsaldato dalla nomina a Sindaco, incarico che rivestì dal 1951 al 1960. Dal 1952, su nomina ministeriale, assume l'incarico di Presidente del Consiglio di Amministrazione della Scuola d'Arte di Castelli. In questa veste si impegnerà per il riconoscimento della Scuola e per la sua trasformazione in Istituto d'Arte per la Ceramica. Conservò l'incarico per oltre vent'anni fino al 1973.

### Il "Terzo cielo"
Nel periodo in cui fu presidente della Scuola d'arte fu realizzato da insegnanti e allievi dell'Istituto uno dei prodotti artistici più interessanti della moderna produzione castellana, il cosiddetto "terzo soffitto della "Chiesa di San Donato" poi rinominato più felicemente "il terzo cielo". Scrive Giovanni Corrieri che "il compito allora fu facilitato dalla elezione a Presidente della Scuola di Potito Randi, il quale, proprietario dello stabilimento industriale della Spica di Castelli, consentiva l'utilizzo delle attrezzature del suo stabilimento viste le limitate potenzialità della scuola; i forni ad alta temperatura della Spica invogliavano la moltiplicazione di queste esperienze necessarie ad una scuola intenzionata a conseguire obiettivi di livello internazionale". L'opera si componeva di 356 tavelloni (25x50), con decorazioni ispirate al soffitto seicentesco della chiesa di San Donato di Castelli e realizzate dal direttore della scuola Guerrino Tramonti e dai professori Arrigo Vissani, Serafino Mattucci e Antonio Rosa insieme a un gruppo di studenti. Esposto e premiato alla X Triennale di Milano del 1954, il soffitto fu poi esposto alla XIX mostra di Arti decorative di Firenze e quindi depositato presso l'Istituto d'arte di Porta romana di Firenze dove fino ad oggi si è conservato.
L'opera è stata di recente riscoperta da un apposito comitato (Comitato Organizzatore Mostre Ceramiche Antiche e Contemporanee) che ne ha curato l'esposizione prima alla scuola d'arte di Castelli e poi presso l'Archivio di Stato di Teramo (nell'anno 2010). Nel progetto 2012-2015 "Cielo d'Italia", sempre a cura del medesimo Comitato, il "Terzo cielo" è stato esposto a Faenza (MIC, febbraio 2012) e a Grottaglie (Dicembre 2013).

## Attività a Teramo

### La Spica di Teramo
Nel 1954 fondò la Spica di Teramo (sita nel quartiere Gammarana), un nuovo e moderno stabilimento per la produzione di materiale ceramico e affini con impianti d'avanguardia dal punto di vista tecnologico e con una produzione quantitativamente superiore rispetto alla omonima azienda di Castelli. La nuova azienda riesce a conquistare il mercato europeo collocandosi tra le prime aziende italiane con una produzione media di circa 180.000 m² mensili.

### L'Edigrafital di Sant'Atto
Del 1968 è la fondazione della Edigrafital S.p.A. industria editoriale tra le più importanti dell'Italia centrale per la produzione di volumi e cataloghi d'arte. Nello stabilimento fu inserita la prima rotativa tipografica d'Abruzzo per la stampa del giornale "Le Notizie", primo quotidiano abruzzese, fondato da Marcello Martelli. In breve tempo, però, la rotativa fu dismessa. Per motivi di salute Randi, pochi anni più tardi, lasciò alla guida della sua azienda i suoi figli Giorgio e Bruno. Quest'ultimo cedette la realtà imprenditoriale a una cordata guidata dal ragioniere Giorgio Pichini che ne assunse la responsabilità di amministratore unico fino al 30 giugno 2006.

### La Spea di Sant'Atto
Stabilimento fondato nel 1964 nel nuovo nucleo industriale di Sant'Atto di Teramo per la produzione di materiale igienico-sanitario e di mattonelle da pavimento su materiali modernissimi tipo il Gres.

### Cariche pubbliche
- Dal 1956 al 1962 è presidente dell'Unione Industriali della Provincia di Teramo.
- Nel 1965 è stato presidente della Società Teramo Calcio e presidente onorario del Circolo della Stampa “L. Antonelli”.

## Altre aziende
- Nel 1962 rileva la Policeramica Grono, Svizzera.
- Nel 1969 fonda la Portoverde S.p.A. porto turistico in Misano Adriatico.

## Celebrazioni per il centenario della nascita 1909-2009
Il comitato è sorto con l'adesione del Presidente della Repubblica Italiana Giorgio Napolitano, il patrocinio del Ministero per i beni e le attività culturali e del Ministero dello sviluppo economico.
Negli spazi della sala Carino Gambacorta della Banca di Teramo, si è tenuta dal 21 maggio al 26 giugno 2010 la mostra dal titolo "Le ceramiche di Castelli nella collezione S.P.I.C.A. 1943 - 1953", curata da Maria Selene Sconci; la mostra è stata poi trasferita a Castelli presso i saloni dell'Istituto d'Arte per la Ceramica dal 20 luglio al 30 settembre 2010.
(Citazione dalla presentazione della Sconci)
Completa la mostra una sezione dedicata alle maschere di terracotta dello scultore ceramista faentino Giulio Ricci, che per tutta la vita collaborò con Randi, anch'esse facenti parte della stessa collezione. L'esposizione è accompagnata da un ricco catalogo illustrato a colori con testi in lingua italiana, inglese e tedesca per i tipi di Collezioni Numismatiche di Roma.

### Annulli filatelici
In occasione del centenario sono stati realizzati dalle Poste italiane due annulli filatelici, il primo a Teramo in data 21 maggio 2010, in occasione della inaugurazione della Mostra delle Ceramiche; il secondo a Castelli, “omaggio all'uomo imprenditore mecenate” in data 24 luglio 2010.

### Intitolazioni
In data 9 ottobre 2010 la città di Teramo ha intitolato a Potito Randi il tratto di via Gammarana (sita nel quartiere omonimo) dove un tempo erano ubicati gli stabilimenti della locale azienda Spica.